# Unforgettable (песня Нэта Кинга Коула)
«Unforgettable» (рус. Незабываемые) — песня американского певца Нэта Кинга Коула.
В 2000 году оригинальный сингл Нэта Кинга Коула с этой песней (вышедший в 1951 году на лейбле Capitol Records) был принят в Зал славы премии «Грэмми».

## История
Версия песни была записана Нэтом Кингом Коулом в 1951 году для альбома Unforgettable (1952). Аранжировку написал Нельсон Риддл. 30 марта 1961 года Коул переписал музыку для стерео версии (с Ральфом Кармайклом и его оркестром) аранжировки Риддла с альбома The Nat King Cole Story (1961).
В 1991 году, после того как музыкальному руководителю оригинальная запись песни Коула 1951 года была отредактирована и переработана, для создания дуэта с его дочерью Натали. Ремикс-версия достигла 14-го места в чарте Hot 100, совпав с пиковой позицией оригинальной версии в чарте самых продаваемых поп-синглов Billboard, а также заняла третье место в чарте Billboard Adult Contemporary. Получила три награды на 34-й ежегодной премии «Грэмми» (1992): «Песня года», «Запись года» и «Лучшее традиционное вокальное поп-исполнение».
Версия, записанная Диной Вашингтон в 1962 году, также была включена в Зал славы премии «Грэмми» в 2001 году.

## Чарты
| Чарты (1951-52)                                  | Наивысшая позиция |
| ------------------------------------------------ | ----------------- |
| US Billboard Best-Selling Pop Singles            | 14                |
| US Billboard Best-Selling Sheet Music            | 15                |
| US Billboard Records Most Played by Disk Jockeys | 12                |